# کویون‌لو (گوله)
کویون‌لو (به ترکی استانبولی: Koyunlu، به کردی: Gundik، به ارمنی: Կունդուկսու) یک منطقهٔ مسکونی در ترکیه است که در گوله (شهر) واقع شده‌است.